# 小行星13244
小行星13244（13244 Dannymeyer）是一颗绕太阳运转的小行星，为主小行星带小行星。该小行星于1998年6月发现。

## 轨道参数
小行星13244的轨道半长轴为472 931 677 km，3.1613080 UA，离心率为0.012。